# Кандіду-Годой
Кандіду-Годой (порт. Cândido Godói) — муніципалітет в Бразилії, входить в штат Ріу-Гранді-ду-Сул. Складова частина мезорегіона Північний-захід штату Ріу-Гранді-ду-Сул. Входить в економіко-статистичний мікрорегіон Санта-Роза.
Обіймає площу 246,275 км².
Населення становить 6522 людини (на 2006 рік).

## Історія
Місто засноване 10 вересня 1963 року. Незважаючи на те, що поселення засноване іспанськими колоністами, більшість населення мають німецькі та польські корені.

## Географія
Клімат: субтропічний гумідний.

## Статистика
- Валовий внутрішній продукт (ВВП) становить 88 520 133 реалів (дані: Бразильський інститут географії та статистики, 2003).
- ВВП на душу населення становить 13 050,29 реалів (дані: Бразильський інститут географії та статистики, 2003).
- Індекс розвитку людського потенціалу на 2000 складає 0,791 (дані: Програма розвитку ООН).

## «Світова столиця Близнюків»
В районі міста порт. Linha São Pedro незвично високий відсоток новонароджених близнюків, до 10 % від усіх народжень. Це значно більше, ніж 1.8 % для штату Rio Grande do Sul.  Народження близнюків реєструвалося з початку 20-го століття, коли перші імігранти мали 17 пар близнюків.
Керівництво міста оголосило його «Світовою столицею Близнюків» або «Землею Близнюків» (Оригінал: Capital Mundial dos Gêmeos або Terra dos Gêmeos).
У міському музеї відкрита спеціальна виставка, присвячена цьому феномену, а з 2003 року проводиться щорічний фестиваль.
За однією з версій, це пов'язано з діяльністю нацистського доктора Йозефа Менгеле в Південній Америці. Інші дослідники піддають її критиці, вважаючи, що все пояснюється генетичними особливостями населення і ізольованістю цієї території.
Існує ще два міста, які вважають себе світовими столицями близнюків: Ігбо-Ора в Нігерії та  Кодінхі в Індії.